# 아부 자파르 알만수르
아부 자파르 압드 알라 이븐 무함마드 알만수르(아랍어: أبو جعفر عبد الله بن محمد المنصور)는 아바스 왕조의 제 2대 칼리파였으며, 그의 이복 형제인 아부 알아바스를 계승하여 즉위했다. 그의 치세에 신생 제국이었던 아바스 왕조의 기틀이 확립되었을 뿐만 아니라, 여러 문화적-제도적 업적이 이루어졌다. 따라서 그는 '아바스 왕조의 진정한 건국자'로 칭송받기도 한다. 그의 업적 중 가장 위대한 것은 바로 바그다드 건설이다.